# Gheorghios Zorbas
Gheorghios Zorbas (în greacă Γεώργιoς Ζορμπάς, transliterat: Geórgios Zormpás; n. 1865, Katafygio, Neapoli Municipal Unit⁠(d), Epir-Macedonia de Vest, Grecia – d. 16 septembrie 1941, Shkupi, Bulgaria) a fost un miner din Macedonia de Vest (Grecia) și revoluționar grec în Lupta Greacă pentru Macedonia de la începutul secolului al XX-lea, care a stat la baza personajului fictiv Alexis Zorba, protagonistul romanului Zorba Grecul (1946) al scriitorului grec Nikos Kazantzakis.

## Biografie

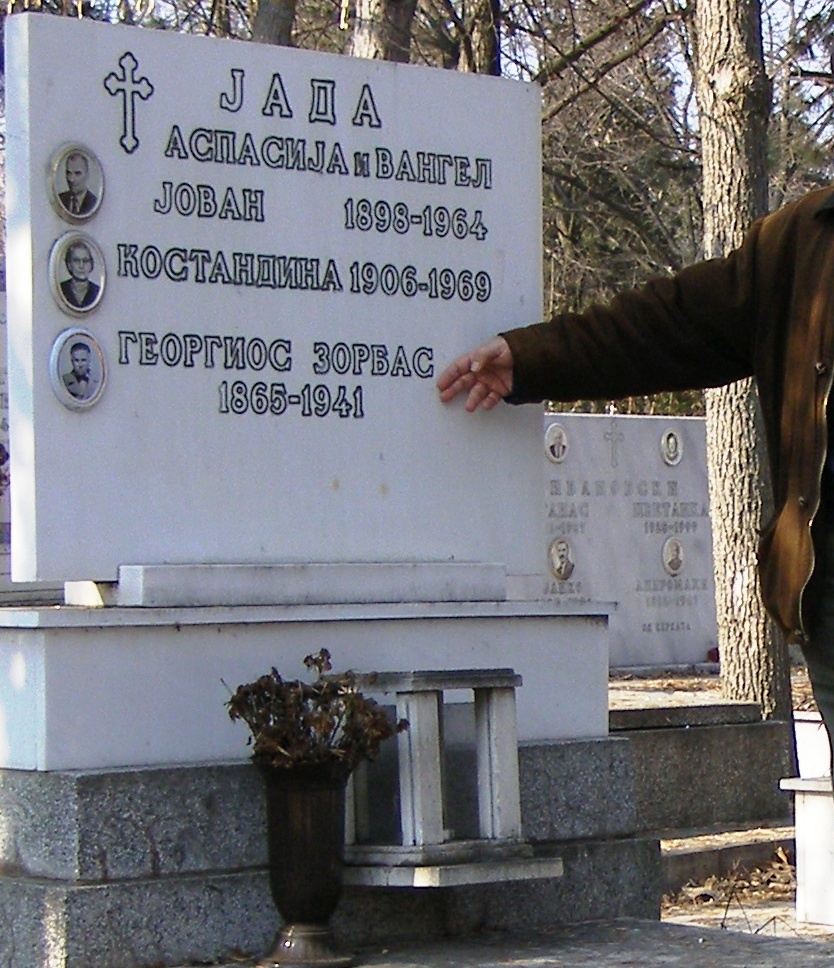
Mormântul lui Zorbas din Skopje.

S-a născut în jurul anului 1865 în satul Katafygi din sangeacul Salonic al Imperiului Otoman, care face parte acum din municipalitatea Velventos (inclusă în Prefectura Pieria din regiunea Macedonia Centrală). Era fiul lui Fotios Zorbas, un bogat proprietar de terenuri și de oi, și avea trei frați: Katerina, Giannis și Xenofon. A fost vărul primar al jurnalistului și politicianului Asterios Zorbas (1874-1957).
El a lucrat ca păstor pe terenurile familiei din Katafygi și apoi a devenit tăietor de lemne. Persecutat de turci, a plecat mai târziu la Palaiochori, Halkidiki, unde a trăit în perioada 1889-1911, petrecându-și acolo cei mai importanți ani ai vieții sale. A lucrat ca miner pentru o companie franceză ce exploata mina din Gisvoro (Γήσβορο) și a devenit prieten cu maistrul Giannis Kalkounis (Γιάννης Καλκούνης). A fugit la scurtă vreme cu Eleni, fiica lui Kalkounis, și s-a căsătorit cu ea la Palaiochori. Au avut împreună doisprezece copii (au supraviețuit doar șapte), dintre care a iubit-o în special pe a cea de-a doua sa fiică, Androniki. Pe la sfârșitul acestei perioade, războiul și moartea soției sale au adus o mare suferință în familia lui.
Toate aceste necazuri i-au zdruncinat echilibrul sufletesc, iar Zorbas a părăsit orașul Palaiochori și s-a stabilit temporar la Eleftherohori, Pieria, la numai 8 km de Kolindros, unde trăia fratele său, medicul Ioannis Zorbas. În 1915 s-a hotărât să devină călugăr și a plecat la Muntele Athos. Acolo s-a întâlnit cu Nikos Kazantzakis, iar cei doi bărbați au devenit prieteni apropiați. Ei au plecat împreună în peninsula Mani, încercând în perioada 1916-1917 să organizeze exploatarea unei mine de lignit la Prastova (lângă satul litoral Stoupa Messinia), în sudul Peloponezului. Experiențele trăite acolo au stat la baza întâmplărilor povestite mai târziu de Kazantzakis în romanul Viața și timpurile lui Alexis Zorba, tradus în limba română sub titlul Zorba Grecul și adaptat în filmul american Zorba Grecul(1964), nominalizat la Premiul Oscar, în care rolul său a fost interpretat de Anthony Quinn, și, de asemenea, în muzicalul Zorba (1968).
Viața sa plină de evenimente a continuat în Regatul Iugoslaviei, unde s-a stabilit în 1922 împreună cu fiica sa, Katina (Katerina), care avea vârsta de 10 ani. A locuit într-un sat aflat în apropierea orașului Skopje. Acolo s-a recăsătorit, a avut alți copii și o nouă familie. Zorbas a cumpărat mine lângă Niš și lângă Skopje și a început să se ocupe de minerit.  În 1940 fiica lui s-a căsătorit cu un negustor înstărit cu care a plecat să locuiască la Belgrad.
Gheorghios Zorbas a murit la 16 septembrie 1941, din cauza problemelor sale de sănătate, agravate de greutățile și foametea aduse de cel de-al Doilea Război Mondial, și a fost înmormântat în cimitirul din cartierul Vodno din apropierea orașului Skopje (care făcea parte atunci din Regatul Bulgariei, iar astăzi se află în Republica Macedonia). Din cauza schimbării planurilor urbanistice, rămășițele pământești ale lui Zorbas au fost strămutate în 1954 în cimitirul Butel (P-17) din apropiere de Skopje.
Strănepotul său a fost cântărețul de muzică rock Pavlos Sidiropoulos.

## Legături externe
- Famous Macedonians : George Zorbas (a.k.a. Alexis Zorbas) Arhivat în 4 aprilie 2012, la Wayback Machine.
- Zorba the Greek la Internet Movie Database